# Dの複合
『Dの複合』（ディーのふくごう）は、松本清張の長編推理小説。光文社の月刊総合雑誌『宝石』に連載され（1965年10月号 - 1968年3月号、連載時の挿絵は山藤章二）、加筆訂正の上、1968年7月に光文社（カッパ・ノベルス）から刊行された。
日本各地に残る民俗説話の世界と、現代の怨念にまつわる連続殺人事件との複合を描くミステリー長編。『古代史疑』連載など著者が古代史への造詣を深め、また古代史ブームが盛り上がりつつあった時期に刊行され、カッパ・ノベルス版は60万部に達するベストセラーとなった。
1993年にテレビドラマ化されている。

## あらすじ
あまり売れない小説家・伊瀬忠隆は、天地社の雑誌「月刊 草枕」の依頼を受け、「僻地に伝説をさぐる旅」の連載を始めた。浦島太郎伝説の取材で、編集者の浜中と丹後半島の網野町を訪れるが、宿泊した木津温泉にて、警察が近くの山林を捜索しているところに遭遇する。人間の死体を埋めたという投書があったというが、のちに同じ場所からは「第二海竜丸」と記された木片が発見された。
旅は網野神社から明石へと続くものの、以降、取材先の各地で、不可解な謎や奇怪な事件が立て続けに発生した。
やがて浮上する奇妙な暗合。伊瀬を動かすプランの正体とは…。

## 登場人物
- 原作における設定を記述。

伊瀬忠隆
流行らない小説家。練馬区在住。
浜中三夫
「月刊 草枕」の編集次長。船橋市在住。なにかと博学。
坂口みま子
明石市の柿本神社で伊瀬の出会った女性。大仁町三福在住。読者として伊瀬の自宅を訪ねるが…。
二宮健一
「月刊 草枕」の読者。館山駅で伊瀬らに会う。成田市在住。
武田健策
「月刊 草枕」の編集長。
奈良林保
天地社の社長。株と不動産で資産を作った財産家。
藤村進
京都駅前の運送会社「京雲運輸」で二宮と共に運転手をしていた男。鳥取県東伯郡竹田村出身。
照千代
三朝温泉の元芸者、本名は山本照子。千葉県出身。木更津甚句は十八番。
村田京太
三朝温泉の農機具店の住み込み店員。藤村と同じ集落の出身。
河合次郎
農夫。「第二海竜丸」と記された木片の発見者。
鎌野俊英
千葉県第2区選出の衆議院議員。2年前に病気で亡くなった。
笠間豊二
木材会社の常務取締役。元は鎌野議員の秘書。
大神彦造
熱海警察署の刑事。
海野竜夫
貨物船「宇美辰丸」の船長。
白石忠助
貨物船「宇美辰丸」の機関長。

## エピソード

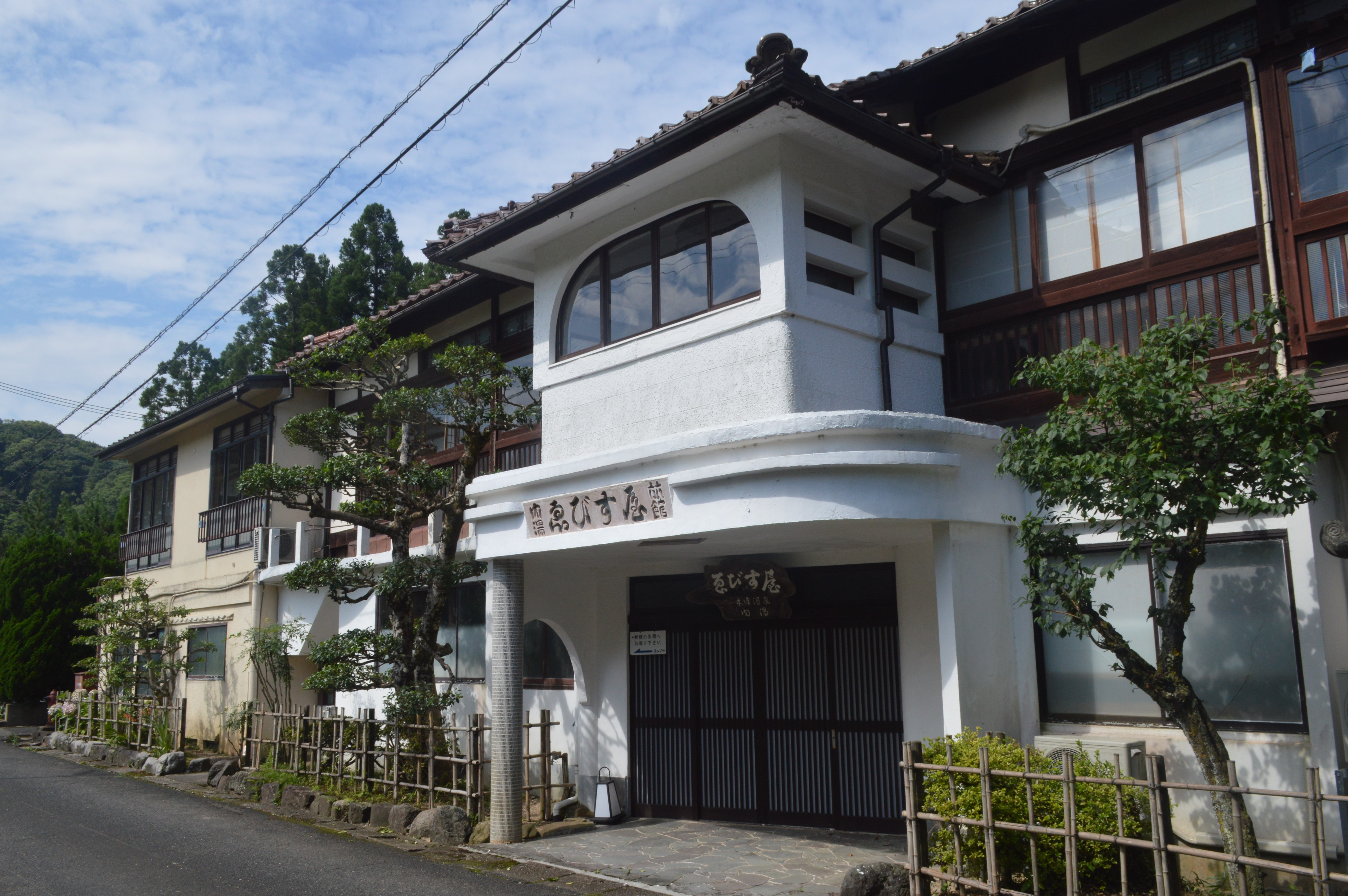
著者が執筆のため宿泊し「浦島館」のモデルとなった、木津温泉の旅館「ゑびすや」の大正館

- 本作執筆のため著者は、1965年の夏に、木津温泉に滞在した。宿泊旅館は「ゑびすや」（2025年現在も営業中）であり、小説中の「浦島館」のモデルとなった。著者が宿泊した際、同旅館の主人は「まさか文豪が来るとは」と驚き、名物の魚介類は時期的においしい素材がなかったために心配したものの、著者は「あなたたちの家庭料理が食べたい」と答え、出された料理を不平一つ言わず食べていたという。著者は一日三回、朝昼晩と温泉に浸かり、6月初旬から2ヵ月近くにわたって、同旅館で自前の丹前を着て過ごしていたが、部屋の中が資料で雑然となったため、執筆には部屋の隣りの「休憩室」を使っていた。この休憩室は現在も「清張の書斎」として保管されている。窓からは田園風景と山、そのふもとに小さな神社が見え、小説に登場する死体発見の祠のモデルと推測されている[2]。
- 本作に登場する明石市内の旅館「人丸花壇」[3]は著者が宿泊した実在の宿であり、2025年現在も営業中である[4]。
- 小説中触れられる「ある評論家によると、文士という名に値する人は、高見順で終わったそうだが」[3]における評論家は、伊藤整を指している。また同じく小説中の「或る高名な作家の小説の題名」[5]は、井上靖の短編小説「補陀洛渡海記」を指すとされている[6]。
- 本作の執筆は、著者が明石市立天文科学館を訪問後、地図を見て思いついたことが構想の発端となった[7]。この時、分県地図や時刻表を広げて、見入る著者の顔はたのしそうであったと、本作の速記を担当した福岡隆は回顧している[8]。なお著者は、時刻表から350キロの符合を発見したのは「偶然」と答えている[9]。
- 連載時に描き込まれていた考古学や民俗学の記述は、カッパ・ノベルス版では、本筋と直接関係のない部分を中心に、一部割愛されている。また、連載時は「村田京太」の設定はなく、単行本化時に、その素性も含め、新たに設定された。さらに『松本清張全集 第3巻』（1971年、文藝春秋）では、殺人の実行者を減らし、犯人のラストの科白を変更するなどの改稿が加えられた（新潮文庫版（1973年）も同様）[10]。

## テレビドラマ
「松本清張スペシャル Dの複合」。1993年9月10日、フジテレビ系列の『金曜エンタテイメント』枠（21:02-22:52）にて放映。視聴率18.4%（ビデオリサーチ調べ、関東地区）。二宮健一と照千代は登場せず、原作と比べて人間関係は簡略化されている。
キャスト
- 浜中三夫：野村宏伸 （天地社の雑誌「MOVE」の編集者）
- 伊瀬忠隆：津川雅彦 （作家）
- 伊瀬和代：いしだあゆみ （伊瀬の妻）
- 奈良林保：平幹二朗 （天地社の社長）
- 坂口みまこ：森口瑤子 （伊瀬の連載の読者）
- 武田健策：石丸謙二郎 （「MOVE」編集長）
- 栗山：沼田爆 （熱海中央署の刑事）
- 原：芦川誠 （伊豆長岡署の刑事）
- 海野竜夫：大杉漣
- 奈良林剛：緒口幸信
- 松熊信義
- 川村一代
- 三上朱美
- 伊奈由美子
- 滝沢幸代
- 美咲かおる
- 谷口貴代美
- 落合ひとみ
- 高木信夫
- 西内建二
- 村上記代
- 牧野茂子
- 渕野俊太
- 矢留健二
- 高木光男
- 駒友希恵
- 川口洋子
- 小口幸信
- 土手内潤
- 坂井義雄
- 藤恵聖武
- 吉田達也
- 小森英明
- 滝本ゆに

スタッフ
- 脚本：金子成人
- 監督：長尾啓司
- 音楽：高島正明
- 企画：鈴木哲夫（フジテレビ）
- プロデューサー：名島徹（レオナ）、小坂一雄（レオナ）、林悦子（霧企画）
- 助監督：長濱英高
- 撮影：加藤正幸
- 美術：野尻郁子
- 照明：高橋哲
- 撮影協力：京都新阪急ホテル、解放出版社、日工産業、大宮料理茶屋「一の家」、新福海運、運輸省久里浜港湾事務所ほか
- 技術協力：映広
- スタジオ：府中多摩スタジオ
- 製作：フジテレビ、レオナ、霧企画

### エピソード
- 関西でのロケ中、伊瀬役の津川雅彦の送迎車が手配ミスで見当たらないアクシデントがあり、プロデューサーの小坂一雄のワゴン車にスタッフも含めて乗り込み、ぎゅうぎゅう詰めのまま4時間近くの移動をすることになったが、津川は一切文句を言わず我慢していた[11]。
- 野村宏伸の起用は「浜中がアクの強い俳優ではマズい」との配慮によるものであった。一見普通の青年ながら随所で心の影を見せる浜中を、野村は抑え気味の演技で表現したという。また奈良林役の平幹二朗は、撮影の合間によく独り言をつぶやいていたが、これはセリフの確認であり、直前まで言い回しを考える姿勢を、プロデューサーの小坂は賞賛している[12]。
- 本ドラマでは、木津温泉でのロケは、出演者のスケジュールが合わないため実現せず、その関係のシーンは東京近郊で撮影されている[13]。

| フジテレビ系列 金曜エンタテイメント  | フジテレビ系列 金曜エンタテイメント      | フジテレビ系列 金曜エンタテイメント |
| 前番組                               | 番組名                                   | 次番組                              |
| ------------------------------------ | ---------------------------------------- | ----------------------------------- |
| 女優夏木みどりシリーズ5 （1993.9.3） | 松本清張スペシャル Dの複合 （1993.9.10） | 課長島耕作1 （1993.9.17）           |